# Aloe shadensis
Aloe shadensis é uma espécie de liliopsida do gênero Aloe, pertencente à família Asphodelaceae.